# DN26
DN26 este un drum național din România, care leagă orașul Galați de Murgeni. În Murgeni, drumul se leagă de DN24A, care face legătura cu Bârlad și Huși. În localitatea Oancea, se ramifică drumul secundar DN26A, care trece frontiera în Republica Moldova pe podul Oancea–Cahul, în imediata apropiere a orașului Cahul.